# Flögukerling
Flögukerling är ett berg i republiken Island. Det ligger i regionen Norðurland eystra, 220 km nordost om huvudstaden Reykjavík. Toppen på Flögukerling är 1 186 meter över havet.
Trakten runt Flögukerling är nära nog obefolkad, med mindre än två invånare per kvadratkilometer. Det finns inga samhällen i närheten. Trakten runt Flögukerling består i huvudsak av gräsmarker.